# &ME
&ME is een Europese, meertalige romantische komedie, geregisseerd en geschreven door Norbert ter Hall. In de hoofdrol spelen Mark Waschke, Teun Luijkx en Verónica Echegui. De film beleefde haar wereldpremière op 10 maart 2013 in EYE Film Instituut Nederland. Op 14 maart 2013 was de landelijke bioscooppremière.
&ME is gebaseerd op de roman Fremdkörper van bestsellerauteur Oscar van den Boogaard. Zijn boeken worden in veel landen gelezen, waaronder Nederland, België, Frankrijk, Duitsland, Engeland, de VS en Canada.

## Verhaal
De film speelt zich af tegen deze achtergrond van de maandelijkse verhuizing van het Europees Parlement van Brussel naar Straatsburg voor een plenaire vergadering van vier dagen, en weer terug.
Eduard (Mark Waschke), een homoseksuele, gedesillusioneerde jurist, verruilt zijn leven in Berlijn voor een nieuwe start als topambtenaar bij het Europees Parlement in Brussel. Daar ontmoet hij de mooie stagiaire Edurne (Verónica Echegui) uit Spanje, die net is ontsnapt aan de zwaartekracht van haar overbezorgde moeder (Rossy de Palma). Ze botsen tegen elkaar op en breken beide een arm. Verhuizer Richard (Teun Luijkx) verleent assistentie. Edurne valt meteen voor Eduard, een knappe, elegante man met wie ze dolgraag gezien wil worden. Eduard laat zich impulsief door Edurne meevoeren, verrast door de genegenheid die hij voelt voor de jonge levenslustige vrouw. Ze komen Richard opnieuw tegen, hij biedt op de markt een fauteuil te koop aan. Eduard en Edurne kopen die samen van hem.
Naar aanleiding van deze aankoop stelt Eduard voor dat ze bij hem komt wonen zodat ze er allebei van kunnen genieten zonder hem steeds te moeten verhuizen, en ze stemt daar mee in. Ze wil dat hij belooft dat hij haar nooit zal verlaten, wat hij doet. Omdat ze zo vaak iets "bizar" vindt noemt hij haar Bizarre.
Edurne komt Richard weer tegen in Straatsburg. Ze is net als Eduard gefascineerd door hem en nodigt hem uit bij Eduard en haar thuis in Brussel de volgende week. Intussen heeft Eduard seks met een collega. Hij wil het opbiechten aan Edurne, maar dat hoeft niet, Eduards zus heeft haar, nadat ze hoorde dat Eduard en Edurne samenwonen, al verteld dat hij "de weg kwijt is", en meer hoeft ze niet te weten.
Richard stelt bij zijn bezoek aan het stel vreemde kritische vragen over de relatie, en vertrekt voortijdig, wat hij later vaker doet, het is moeilijk hoogte van hem te krijgen.
Later trekt Richard bij ze in. Hij stapt weleens bij ze in bed en is nogal lichamelijk met Eduard, maar Eduard en Richard hebben geen seks met elkaar, en ze hebben het ook niet met zijn drieën. Richard heeft wel een keer seks met Edurne; ze wil het opbiechten aan Eduard, maar hij weet het al en vindt het niet erg.
Richard overreedt Eduard om als hij echt van Edurne houdt haar een bepaalde dure jurk te geven die in de winkel hangt, waarop hij de jurk steelt. Hij stelt dat hij het deed voor Richard, omdat die het hem vroeg.
Met zijn drieën bezoeken ze het Atomium. Daar vertelt Richard zijn besluit om Eduard en Edurne te verlaten, hoewel beiden graag willen dat hij blijft, het completeert de relatie die ze met elkaar hebben. Daarop besluit Edurne zomaar zonder verdere aanleiding om het met Eduard uit te maken, hoewel zij hem eerder liet beloven haar nooit te verlaten.

## Rolverdeling
- Verónica Echegui - Edurne Verona
- Mark Waschke - Eduard Schiller
- Teun Luijkx - Richard Merkelbach
- Rafael Cebrián - Julio
- Rossy de Palma - Mamma Verona
- Howard Charles - Albert
- Pamela Knaack - Gertrude
- Julian Looman - Gunther
- Michel Nabokoff - ambtenaar

## Achtergrondinformatie

### Productie
De productie van de film ging van start in 2011. Filmproductiemaatschappij Phanta Vision Film International ging voor deze film in coproductie met het Nederlandse Eyeworks Film & TV Drama en het Duitse Unafilm.